# تشارلز هامت
تشارلز هامت (بالإنجليزية: Charles Hammett)‏ هو مدرب كرة سلة أمريكي، ولد في 29 يناير 1865 في مقاطعة فريدريك في الولايات المتحدة، وتوفي في 2 أكتوبر 1945 في ميدفيل في الولايات المتحدة.

## وصلات خارجية
- تشارلز هامت على موقع كلية كرة السلة في سبورتس رفرنس.كوم (الإنجليزية)